# Lysimachia cordifolia
Lysimachia cordifolia är en viveväxtart som beskrevs av Hand.-mazz. Lysimachia cordifolia ingår i släktet lysingar, och familjen viveväxter. Inga underarter finns listade i Catalogue of Life.